# The Freshie
The Freshie er en amerikansk stumfilm fra 1922 af William Hughes Curran.

## Medvirkende
- Guinn Williams som Charles Taylor
- Molly Malone som Violet Blakely
- Lincoln Stedman som Tubby Tarpley
- James McElhern som Noyes
- Edward Burns som Ranch Foreman
- Lee Phelps som Tom
- Sam Armstrong som Jack